# روني هيرد
روني هيرد (بالإنجليزية: Ronnie Heard)‏ هو لاعب كرة قدم أمريكية أمريكي، ولد في 5 أكتوبر 1976 في باي سيتي في الولايات المتحدة.

## وصلات خارجية
- روني هيرد على موقع مرجع كرة القدم المحترفة.كوم (الإنجليزية)